# Chlorek jodu
Chlorek jodu, ICl – nieorganiczny związek chemiczny z grupy związków międzyhalogenowych, zbudowany z atomu jodu i chloru.

## Otrzymywanie
Można go otrzymać np. w reakcji chloru z jodem w stosunku stechiometrycznym:
Cl
2 + I
2 → 2ICl
W obecności nadmiaru chloru w reakcji powstaje trichlorek jodu (ICl
3), który w podwyższonej temperaturze rozkłada się do monochlorku i chloru:
I
2 + 3Cl
2 → 2ICl
3 → 2ICl + 2Cl
2
Powstały trichlorek jodu można też przekształcić w monochlorek poprzez dodatek jodu:
ICl
3 + I
2 → 3ICl
Roztwór ICl w lodowatym kwasie octowym, czyli tzw. „roztwór Wijsa” uzyskuje się przepuszczając suchy gazowy chlor przez roztwór jodu w kwasie octowym do momentu zaniku barwy jodu.

## Właściwości fizyczne
Chlorek jodu w stanie stałym występuje w postaci dwóch odmian polimorfocznych. Odmiana α ma temperaturę topnienia 27,2 °C i postać czarnych igieł, natomiast odmiana β, topiąca się w temperaturze 13,9 °C, występuje w postaci brązowych płytek i jest metastabilna. W formie ciekłej chlorek jodu ma właściwości zbliżone do bromu. Jest dobrym rozpuszczalnikiem polarnym, rozpuszcza się w nim jod, chlor, chlorki metali alkalicznych. Jest mieszalny z tetrachlorkiem węgla, ciekłym chlorem, kwasem octowym i bromem.
Ciekły chlorek jodu przewodzi prąd elektryczny, co tłumaczy się autodysocjacją związku:
2ICl ⇌ I+
 + ICl−
2

## Właściwości chemiczne
Chlorek jodu jest umiarkowanie nietrwały termicznie, rozkłada się w temp. 100 °C. W wodzie hydrolizuje do kwasu jodowego (HIO3), wolnego jodu i kwasu solnego (HCl), natomiast z równomolową ilością wody daje HIO i HCl. Z aminami tworzy addukty o liniowym układzie atomów N⋯I−Cl, w których azot jest donorem elektronów, a jod akceptorem. Reaguje z metalami tworząc zazwyczaj równomolową mieszaninę odpowiednich chlorków i jodków, jednak użyty w nadmiarze w podwyższonej temperaturze wobec rozdrobnionego złota daje ilościowo chlorek złota(III), AuCl
3.
Ulega addycji do nienasyconych związków organicznych, a wobec alkanów działa jako czynnik jodujący. Wobec związków aromatycznych jest znacznie skuteczniejszym czynnikiem jodującym niż wolny jod – ze względu na większą elektroujemność chloru jod ma charakter elektrofilowy. Ma działanie silnie żrące na tkanki zwierzęce.

## Zastosowanie
Jest stosowany jako odczynnik analityczny do oznaczania liczby jodowej w olejach i tłuszczach w postaci roztworu Wijsa, tj. roztworu ICl w lodowatym kwasie octowym. Poza tym używa się go w syntezach organicznych, a także jako miejscowy środek antyseptyczny.